# Renny Harlin
Renny Harlin, született Renny Lauri Mauritz Harjola (Riihimäki, 1959. március 15. –) finn filmrendező, forgatókönyvíró és filmproducer.

## Élete és pályafutása
Rendezései közt található a Rémálom az Elm utcában 4. – Az álmok ura (1988), a Ford Fairlane kalandjai (1990), a Még drágább az életed (1990), a Cliffhanger – Függő játszma (1993), az Utánunk a tűzözön (1996) és a Háborgó mélység (1999). 
Bár filmjei több mint egymilliárd dolláros bevételt termeltek, 1995-ben bemutatott A kincses sziget kalózai című rendezése bekerült a Guinness Rekordok Könyvébe, mint minden idők legnagyobb filmes pénzügyi bukása.

## Filmográfia

### Film
| Év   | Magyar cím                               | Eredeti cím                                   | Feladatkör | Feladatkör | Feladatkör        |
| Év   | Magyar cím                               | Eredeti cím                                   | Rendező    | Producer   | Író               |
| ---- | ---------------------------------------- | --------------------------------------------- | ---------- | ---------- | ----------------- |
| 1986 | Született amerikaiak                     | Jäätävä polte                                 | Igen       | Nem        | Igen              |
| 1987 | Börtönhalál                              | Prison                                        | Igen       | Nem        | Nincs feltüntetve |
| 1988 | Rémálom az Elm utcában 4. – Az álmok ura | A Nightmare on Elm Street 4: The Dream Master | Igen       | Nem        | Nem               |
| 1990 | Ford Fairlane kalandjai                  | The Adventures of Ford Fairlane               | Igen       | Nem        | Nem               |
| 1990 | Még drágább az életed                    | Die Hard 2                                    | Igen       | Nem        | Nem               |
| 1991 | Rózsa és tövis                           | Rambling Rose                                 | Nem        | Igen       | Nem               |
| 1993 | Cliffhanger – Függő játszma              | Cliffhanger                                   | Igen       | Nem        | Nem               |
| 1994 | Hallgass velem                           | Speechless                                    | Nem        | Igen       | Nem               |
| 1995 | A kincses sziget kalózai                 | Cutthroat Island                              | Igen       | Igen       | Nem               |
| 1996 | Utánunk a tűzözön                        | The Long Kiss Goodnight                       | Igen       | Igen       | Nem               |
| 1999 | Csapás a múltból                         | Blast from the Past                           | Nem        | Igen       | Nem               |
| 1999 | Háborgó mélység                          | Deep Blue Sea                                 | Igen       | Nem        | Nem               |
| 2001 | Felpörgetve                              | Driven                                        | Igen       | Igen       | Nem               |
| 2004 | Egy gyilkos agya                         | Mindhunters                                   | Igen       | Vezető     | Nem               |
| 2004 | Az ördögűző: A kezdet                    | Exorcist: The Beginning                       | Igen       | Nem        | Nem               |
| 2006 | A testvériség                            | The Covenant                                  | Igen       | Nem        | Nem               |
| 2007 | Tiszta vér                               | Cleaner                                       | Igen       | Nem        | Nem               |
| 2009 | 12 menet                                 | 12 Rounds                                     | Igen       | Nem        | Nem               |
| 2011 | Pokoli albérlet                          | The Resident                                  | Nem        | Vezető     | Nem               |
| 2011 | 5 nap háború                             | 5 Days of War                                 | Igen       | Igen       | Nem               |
| 2013 | Halálhegy: A Gyatlov-rejtély             | Devil's Pass                                  | Igen       | Igen       | Nem               |
| 2014 | Herkules legendája                       | The Legend of Hercules                        | Igen       | Igen       | Igen              |
| 2016 | Skiptrace – A zűrös páros                | Skiptrace                                     | Igen       | Nem        | Nem               |
| 2018 |                                          | Legend of the Ancient Sword                   | Igen       | Nem        | Nem               |
| 2019 | A hiányzó golyó                          | Bodies at Rest                                | Igen       | Nem        | Nem               |
| 2021 | Tolvajok társasága                       | The Misfits                                   | Igen       | Nem        | Nem               |
| 2021 |                                          | Reunion 3: Singles Cruise                     | Igen       | Nem        | Igen              |
| 2024 | A kőműves                                | The Bricklayer                                | Igen       | Nem        | Nem               |
| 2024 | Hívatlanok – Első fejezet                | The Strangers: Chapter 1                      | Igen       | Nem        | Nem               |
| TBA  | Hívatlanok – Második fejezet             | The Strangers: Chapter 2                      | Igen       | Nem        | Nem               |
| TBA  | Hívatlanok – Harmadik fejezet            | The Strangers: Chapter 3                      | Igen       | Nem        | Nem               |

### Televízió
| Év        | Magyar cím                | Eredeti cím    | Feladatkör | Feladatkör | Feladatkör | Megjegyzések                                                    |
| Év        | Magyar cím                | Eredeti cím    | Rendező    | Producer   | Író        | Megjegyzések                                                    |
| --------- | ------------------------- | -------------- | ---------- | ---------- | ---------- | --------------------------------------------------------------- |
| 1993–1994 |                           | Gladiaattorit  | Igen       | Igen       | Igen       | - rendező (21 epizód) - forgatókönyvíró és producer (54 epizód) |
| 1996      | A törvény hevében         | Mistrial       | Nem        | Vezető     | Nem        | tévéfilm                                                        |
| 2011–2012 | Minden lében négy kanál   | Burn Notice    | Igen       | Nem        | Nem        | 4 epizód                                                        |
| 2012      | A nagy svindli            | White Collar   | Igen       | Nem        | Nem        | 1 epizód                                                        |
| 2012      | Kettős ügynök             | Covert Affairs | Igen       | Nem        | Nem        | 1 epizód                                                        |
| 2013      | Graceland – Ügynökjátszma | Graceland      | Igen       | Nem        | Nem        | 3 epizód                                                        |

## Díjak és jelölések
| Év   | Díj                    | Kategória           | Jelölt mű                                | Eredmény |
| ---- | ---------------------- | ------------------- | ---------------------------------------- | -------- |
| 1989 | Szaturnusz-díj         | legjobb rendező     | Rémálom az Elm utcában 4. – Az álmok ura | Jelölve  |
| 1991 | Arany Málna díj        | legrosszabb rendező | Ford Fairlane kalandjai                  | Jelölve  |
| 1992 | Independent Spirit-díj | legjobb film        | Rózsa és tövis                           | Elnyerte |
| 1994 | Arany Málna díj        | legrosszabb film    | Cliffhanger – Függő játszma              | Jelölve  |
| 1996 | Arany Málna díj        | legrosszabb rendező | A kincses sziget kalózai                 | Jelölve  |
| 2002 | Arany Málna díj        | legrosszabb rendező | Felpörgetve                              | Jelölve  |
| 2005 | Arany Málna díj        | legrosszabb rendező | Az ördögűző: A kezdet''                  | Jelölve  |
| 2015 | Arany Málna díj        | legrosszabb rendező | Herkules legendája                       | Jelölve  |

## Fordítás
- Ez a szócikk részben vagy egészben  a   Renny Harlin című angol Wikipédia-szócikk ezen változatának fordításán alapul.  Az eredeti cikk szerkesztőit annak laptörténete sorolja fel. Ez a jelzés csupán a megfogalmazás eredetét és a szerzői jogokat jelzi, nem szolgál a cikkben szereplő információk forrásmegjelöléseként.